# Tripoli Creek (Kenora District)
Tripoli Creek är ett vattendrag i Kanada.   Det ligger i provinsen Ontario, i den sydöstra delen av landet, 1 300 km väster om huvudstaden Ottawa.
Omgivningarna runt Tripoli Creek är en mosaik av jordbruksmark och naturlig växtlighet. Trakten runt Tripoli Creek är nära nog obefolkad, med mindre än två invånare per kvadratkilometer.